# Michael Ophelders

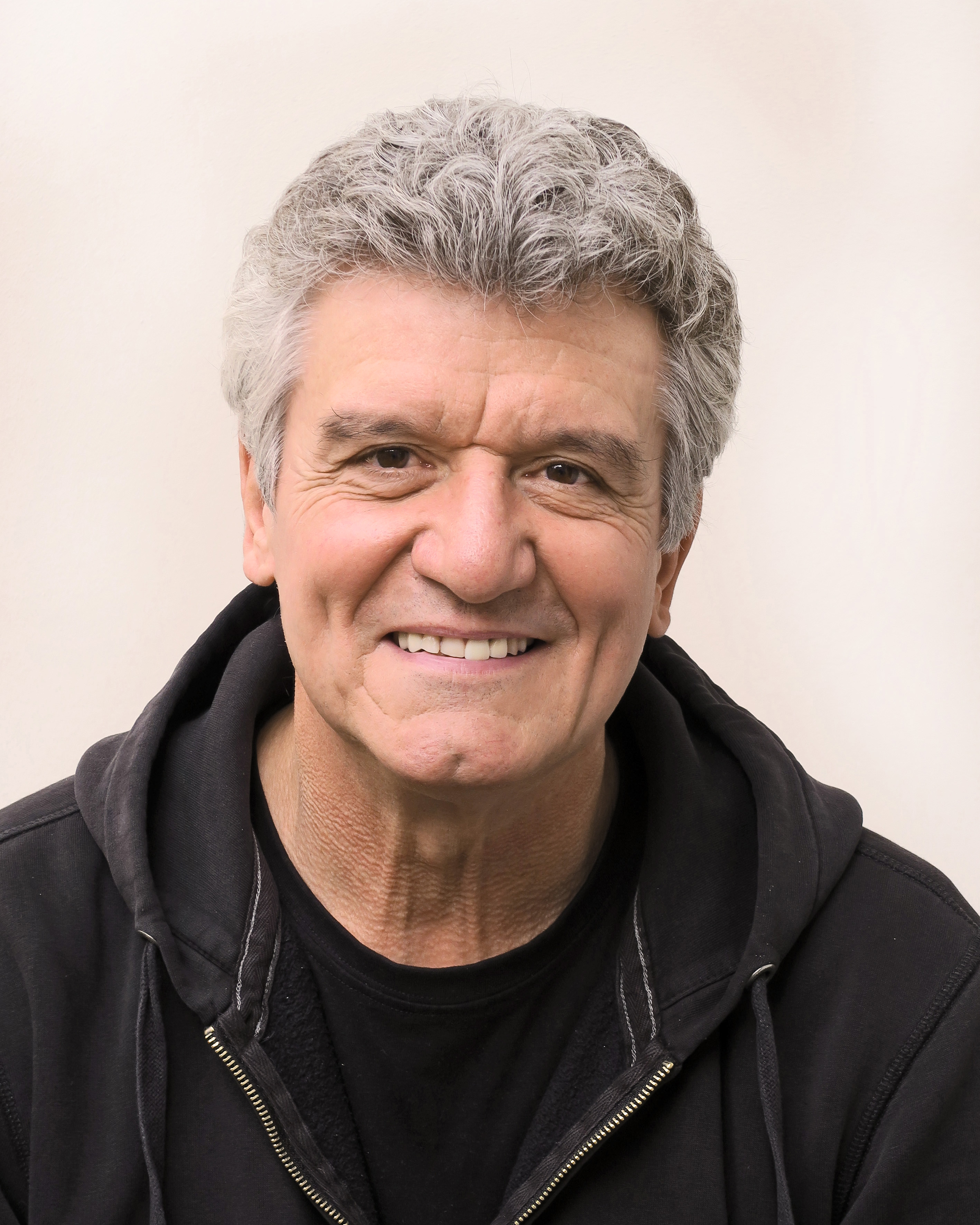
Michael Ophelders (2020)

Michael „Michi“ Ophelders (* 28. November 1958 in Essen) ist ein deutscher Schauspieler, Musicaldarsteller, Hörspielsprecher und Theaterregisseur.

## Leben und Wirken
Ophelders studierte nach dem Abitur in Essen zunächst Lehramt für Sport und Musik und schloss dieses Studium mit dem 1. Staatsexamen ab.
Von 1987 bis 1990 war er am Theater Oberhausen engagiert und absolvierte zugleich eine Schauspielausbildung bei Dozenten der Folkwang Hochschule in Essen. Es folgten feste Engagements am Theater Stendal, am Theater Regensburg, am Grillo-Theater (Essen), am Theater Osnabrück, am Theater Krefeld und Mönchengladbach sowie am Theater Trier. Von 1999 bis 2004 spielte er als freier Schauspieler u. a. in Dortmund, Essen, Hannover, Karlsruhe, Klagenfurt, Wien und St. Pölten.
Seit 2014 lebt Ophelders wieder in Essen und arbeitet als freier Schauspieler und Regisseur.
Zu Ophelders Rollenrepertoire am Theater zählen unter anderem Mephisto in Faust, Tellheim in Minna von Barnhelm, Robespierre in Dantons Tod, die Titelrolle in Cyrano dy Bergerac, Mc Murphy in Einer flog über das Kuckucksnest, Hamm in Endspiel und Zettel im Sommernachtstraum. Mit Solo-Abenden wie Der Kontrabaß, Heinz Erhardt Abend, Frank Sinatra Abend, Wilhelm Busch Abend und Georg Kreisler Abend gastierte er in Deutschland, Österreich und der Schweiz.
In Musicals wirkte er unter anderem als Mackie Messer in der Dreigroschenoper, Frank N. Furter in der Rocky Horror Show, als Stelzfuß in The Black Rider, als Professor Higgins in My Fair Lady, als Petrucchio in Kiss me, Kate, als Sepp Herberger in Das Wunder von Bern und als Oberon und Theseus im Sommernachtstraum.
Fernsehrollen übernahm er unter anderem in Wilsberg, Alarm für Cobra 11, Balko oder trat im Neo Magazin Royale auf.

## Regie
- 2000: Räuber Hotzenplotz, Freilichtspiele Tecklenburg
- 2001: Pinocchio, Freilichtspiele Tecklenburg
- 2006: Der Lebkuchenmann, Theater Trier
- 2012: Keinohrhasen von Til Schweiger und Anika Decker, Theater Trier[3]
- 2012: Aladdin und die Wunderlampe, Theater Trier[4]

## Filmografie (Auswahl)

### Kino
- 2017: Sommerfest

### Fernsehen
- 1997: Lady Mayerhofer
- 1999: Balko
- 2001: Wilsberg
- 2001: Alarm für Cobra 11
- 2002: Schalker Kreisel
- 2003: Krieg und Frieden
- 2004: Krieg im 3. Stock (tschechische Produktion für das Tschechische Fernsehen)
- 2004: Ina und Leo
- 2017: Was ich von Dir weiß
- 2019: Neo Magazin Royale (im Digitalen Quartett und als Hans Georg Maaßen)
- 2020: First Contact (Kurzfilm von Nils A. Witt)

## Hörspiele (Auswahl)
- 1989: Jo Micovich: Cranger Kirmes (Siggi) – Regie: Friedhelm Ortmann (Original-Hörspiel – WDR)
- 1990: Heinz Dravenau, Ewald B. Schulte: Blackbox B1 (15. Folge: Oma Martha, Du bist Spitze oder Lieber 'ne neue Badewanne in Erfurt als ein altes Bett in Bochum) (Händler) – Regie: Frank Hübner (Originalhörspiel – WDR)
- 1991: Inge Meyer-Dietrich: Plascha oder Von kleinen Leuten und großen Träumen (Gustav Barken) – Regie: Burkhard Ax (Hörspiel – WDR)

## Auszeichnungen
- Deutscher Musical Theater Preis 2022 – bester Hauptdarsteller („Brigitte Bordeaux“, Burgfestspiele Mayen)